# Мелоун (Техас)
Мелоун (англ. Malone) — місто (англ. town) в США, в окрузі Гілл штату Техас. Населення — 237 осіб (2020).

## Географія
Мелоун розташований за координатами 31°55′2″ пн. ш. 96°53′41″ зх. д. / 31.91722° пн. ш. 96.89472° зх. д. (31.917260, -96.894658).  За даними Бюро перепису населення США в 2010 році місто мало площу 1,19 км², з яких 1,18 км² — суходіл та 0,01 км² — водойми.

## Демографія
Згідно з переписом 2010 року, у місті мешкало 269 осіб у 107 домогосподарствах у складі 68 родин. Густота населення становила 227 осіб/км².  Було 129 помешкань (109/км²).
Расовий склад населення:
| - 78,4 % — білих - 13,4 % — чорних або афроамериканців - 0,4 % — корінних американців - 6,3 % — осіб інших рас |

До двох чи більше рас належало 1,5 %. Частка іспаномовних становила 19,3 % від усіх жителів.
За віковим діапазоном населення розподілялося таким чином: 26,0 % — особи молодші 18 років, 57,3 % — особи у віці 18—64 років, 16,7 % — особи у віці 65 років та старші. Медіана віку мешканця становила 37,3 року. На 100 осіб жіночої статі у місті припадало 103,8 чоловіків;  на 100 жінок у віці від 18 років та старших — 105,2 чоловіків також старших 18 років.
Середній дохід на одне домашнє господарство  становив 51 073 долари США (медіана — 42 841), а середній дохід на одну сім'ю — 56 528 доларів (медіана — 43 889). Медіана доходів становила 45 893 долари для чоловіків та 26 667 доларів для жінок. За межею бідності перебувало 17,1 % осіб, у тому числі 18,3 % дітей у віці до 18 років та 3,4 % осіб у віці 65 років та старших.
Цивільне працевлаштоване населення становило 145 осіб. Основні галузі зайнятості: освіта, охорона здоров'я та соціальна допомога — 20,0 %, будівництво — 15,9 %, роздрібна торгівля — 14,5 %.